# بيدرو ريزو
بيدرو أوغوستو ريزو (تلفظ برتغالي: ‎/ˈpedɾu ˈʁizu/‏؛ مواليد 3 مايو 1974) هو مُقاتل فنون قتالية مختلطة برازيلي مُعتزل وكيك بوكسر نافس في يو إف سي وبرايد وأم-1 غلوبل وأفلكشن.

## وصلات خارجية
- بيدرو ريزو على موقع يو إف سي (الإنجليزية)
- بيدرو ريزو على موقع شيردوغ (الإنجليزية)
- بيدرو ريزو على موقع Tapology.com (الإنجليزية)
- بيدرو ريزو على موقع IMDb (الإنجليزية)
- بيدرو ريزو على موقع قاعدة بيانات الفيلم (الإنجليزية)